# مزرعة سادات (محمدية أردكان)
مزرعة سادات (بالإنجليزية: Mazraeh-ye Sadat, Yazd)‏ هي منطقة سكنية تقع في إيران في يزد.